# Gabriel Lippmann
Gabriel Jonas Lippmann (Bonnevoie, Luxemburg 1845 - Oceà Atlàntic 1921) fou un professor universitari i físic francès, guardonat amb el Premi Nobel de Física l'any 1908.

## Biografia
Nasqué el 16 d'agost de 1845 a la població luxemburguesa de Hollerich, en aquells moments part de França, en una família d'origen jueu. Va estudiar a l'Escola Normal de la ciutat de París i estudià física a les universitats de Heidelberg, Berlín i París.
El 1883 fou nomenat professor de física matemàtica a La Sorbona i el 1886 aconseguí la càtedra de física experimental. Fou membre de la legació estrangera de la societat britànica Royal Society.

## Investigacions

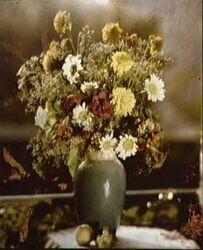
Fotografia en color presa per Lippman entre 1891 i 1899

Les seves primeres investigacions es desenvoluparen en l'efecte de la força electromotriu sobre la capil·laritat, cosa que li va permetre desenvolupar l'electròmetre capil·lar. Va formular el principi de la conservació de l'electricitat i el 1891 va idear un procediment de fotografia en color basat en el fenomen de la interferència lluminosa produïda per reflexió.
El 1908 fou guardonat amb el Premi Nobel de Física pel desenvolupament de mètodes de reproducció fotogràfics del color mitjançant la interferència.
Gabriel Lippman morí el 13 de juliol de 1921 mentre viatjava a bord del vaixell France per l'oceà Atlàntic, retornant a Le Havre (França) des del Canadà.